# Migalóc
Migalóc (horvátul: Migalovci) falu Horvátországban, Pozsega-Szlavónia megyében. Közigazgatásilag Cseglényhez tartozik.

## Fekvése
Pozsegától légvonalban 25, közúton 33 km-re keletre, községközpontjától  légvonalban 2, közúton 3 km-re délkeletre, a Bród-Nekcse út mentén fekszik.

## Története
A régészeti leletek tanúsága szerint területe már az őskorban lakott volt. A falu felett, a „Vojvodine” nevű lelőhelyen az urnamezős kultúra késői, Barice-Gređani csoportjához tartozó temető maradványai kerültek elő. A hamvak mellett az elhunytak használati tárgyait, viseletének és ékszereinek maradványait is megtalálták. A falu „Turska gradina” nevű lelőhelyén késő bronzkori település maradványai kerültek elő. A település a középkorban is létezett. 1422-ben „Mygalowez”, 1428-ban „Mygalocz”, 1450-ben „Mygalowch” alakban említik. 1422-ben még Csesznekhez, 1427-ben és 1428-ban Terbus kastélyhoz tartozott. Később leginkább a tomiczai uradalomhoz számították. A 13-15. században a gróf milványi Cseszneky család, a 15. század derekától részben a Lévai, a Kórógyi, grabarjai Beriszló és a velikei Békeffy család rendelkezett a faluban nagyobb birtokokkal. Közelében feküdtek a török időkben elpusztult Alsó-, Felső- és Középcsesznek települések.
A települést 1532 körül foglalta el a török és több, mint 150 évig török uralom alatt volt. Az 1545-ös török defterben 8 házzal szerepel. A középkori katolikus horvát lakosság török uralom idején is kitartott és csak a felszabadító harcok során halt ki. Helyükre 1697 körül Boszniából pravoszláv szerbek települtek be. Az ekkor betelepült 17 szerb család nagy része hamarosan kihalt, vagy elköltözött. Egyedül a Raščević család leszármazottai éltek itt egészen a 19. század végéig. A térség 1687-ben szabadult fel a török uralom alól. 1698-ban „Migalovczi” néven 6 portával szerepel a török uralom alól felszabadított települések összeírásában.
 A 18. és 19. század folyamán újabb szerb családok érkeztek a településre. 1702-ben 17, 1758-ban 27 ház állt a településen.
Az első katonai felmérés térképén „Dorf Migalovczi” néven található. Lipszky János 1808-ban Budán kiadott repertóriumában „Migalovczi” néven szerepel. 
Nagy Lajos 1829-ben kiadott művében „Migalovczi” néven 36 házzal, 269 ortodox vallású lakossal találjuk. A 19. század végén és a 20. század elején húsz szlovák család települt be. Velük párhuzamosan néhány horvát és szerb család is érkezett.
1857-ben 219, 1910-ben 380 lakosa volt a településnek. Az 1910-es népszámlálás szerint lakosságának 53%-a szerb, 28%-a szlovák, 19%-a horvát anyanyelvű volt. Pozsega vármegye Pozsegai járásának része volt. Az első világháború után 1918-ban az új szerb-horvát-szlovén állam, majd később (1929-ben) Jugoszlávia része lett. 1991-től a független Horvátországhoz tartozik. 1991-ben lakosságának 58%-a szerb, 40%-a horvát nemzetiségű volt. 2011-ben a településnek 129 lakosa volt.

## Lakossága
| Lakosság változása | Lakosság változása | Lakosság változása | Lakosság változása | Lakosság változása | Lakosság változása | Lakosság változása | Lakosság változása | Lakosság változása | Lakosság változása | Lakosság változása | Lakosság változása | Lakosság változása | Lakosság változása | Lakosság változása | Lakosság változása |
| ------------------ | ------------------ | ------------------ | ------------------ | ------------------ | ------------------ | ------------------ | ------------------ | ------------------ | ------------------ | ------------------ | ------------------ | ------------------ | ------------------ | ------------------ | ------------------ |
| 1857               | 1869               | 1880               | 1890               | 1900               | 1910               | 1921               | 1931               | 1948               | 1953               | 1961               | 1971               | 1981               | 1991               | 2001               | 2011               |
| 219                | 203                | 170                | 207                | 268                | 380                | 372                | 528                | 504                | 476                | 424                | 289                | 210                | 153                | 146                | 129                |

### Nemzetiségi összetétele 1991-ben
| Migalóc (Migalovci) |             |
| év                  | 1991.       |
| Horvát              | 88 (57,51%) |
| Szerb               | 61 (39,86%) |
| Jugoszláv           | 0           |
| más vagy ismeretlen | 4 (2,61%)   |
| összesen            | 153         |